# Windows NT 3.51
Windows NT 3.51 — операционная система семейства Windows NT, разработанная корпорацией Microsoft и ориентированная на бизнес-сегмент, выпущенная 30 мая 1995 года, через 9 месяцев после Windows NT 3.5. Основными нововведениями в данной версии стали поддержка архитектуры PowerPC, а также клиент-серверного взаимодействия с Windows 95, которая была выпущена на три месяца позже NT 3.51. Новая версия, Windows NT 4.0, была выпущена год спустя; поддержка 3.51 продолжалась до 31 декабря 2001 года. 
Основная поддержка Windows NT 3.51 Workstation закончилась 31 декабря 2000 года, а расширенная поддержка — 31 декабря 2001 года, в то время как основная поддержка Windows NT 3.51 Server закончилась 30 сентября 2000 года, а расширенная поддержка — 30 сентября 2002 года. На смену обеим версиям пришли Windows NT 4.0 Workstation и Windows NT 4.0 Server соответственно.

## Общая характеристика
Версия Windows NT 3.51 в Microsoft рассматривалась как «выпуск для PowerPC». Изначально планировалось выпустить адаптированную для PowerPC версию NT 3.5, но, по словам сотрудника Microsoft Дэвида Томпсона, команда разработчиков была вынуждена ждать, пока IBM закончит работу над PowerPC. Помимо PowerPC, NT 3.51 поддерживала архитектуры x86, MIPS и Alpha.
В NT 3.51 были включены такие новые возможности, как поддержка PCMCIA, сжатия файлов NTFS, заменяемый WinLogon (GINA), поддержка 3D-графики с использованием OpenGL, постоянные IP-маршруты с использованием протокола TCP/IP, автоматическое отображение текстовых описаний кнопок панелей инструментов при помещении на них курсора мыши («всплывающие подсказки») и поддержка общих элементов управления Windows 95.
Несмотря на значительные различия в архитектуре ядра и на устаревший пользовательский интерфейс в стиле Windows 3.x, Windows NT 3.51 могла запускать большинство приложений Win32, создававшихся для операционной системы Windows 95. Более поздние 32-битные приложения зачастую не запускаются под NT 3.51, поскольку разработчики запрещают их запуск на операционных системах, выпущенных до Windows 98, а также из-за того, что они неправильно работают с устаревшим пользовательским интерфейсом NT 3.51.
Windows NT 3.51 поддерживала запуск 32-битных версий Microsoft Office вплоть до Office 97 SR2b, однако не поддерживался запуск 32-битных версий Internet Explorer 4. Позже была выпущена версия IE 5.0, поддерживающая NT 3.51.

### NewShell
26 мая 1995 года Microsoft выпустила тестовую версию новой системной оболочки, получившей официальное наименование Shell Technology Preview и неофициальное NewShell. Это была первая версия современного GUI Windows с панелью задач и меню «Пуск». Она была разработана, чтобы заменить интерфейс Windows 3.x, основанный на менеджере программ и менеджере файлов на интерфейс, основанный на Windows Explorer. Возможности данной оболочки соответствовали Windows Chicago (кодовое имя Windows 95) на поздних бета-стадиях разработки; однако это был лишь выпуск, предназначенный для тестирования новых возможностей. Второй выпуск Shell Technology Preview, получивший обозначение Shell Technology Preview Update, стал доступным для пользователей MSDN и CompuServe 8 августа 1995 года. Оба выпуска содержали Windows Explorer версии 3.51.1053.1. Shell Technology Preview так и не был выпущен в окончательной версии. Программа была передана группе разработчиков Windows Cairo, и позже была интегрирована в линейку операционных систем NT с выпуском NT 4.0 в июле 1996 года.
Для NT 3.51 было выпущено 5 пакетов обновлений, содержавших исправления ошибок и новые возможности. Пакет обновления 5, например, содержал исправления ошибок, имеющих отношение к проблеме 2000 года.
NT 3.51 была последней системой в линейке NT, которая могла работать на процессоре Intel 80386. Эта её особенность, а также поддержка файловой системы HPFS (исключённая из Windows 2000 и более поздних версий), а также её способность использовать часть общих элементов управления, привели к тому, что данная версия до сих пор иногда используется на старых компьютерах. Windows NT 3.51, как и другие версии линейки Windows NT.3x, совместимы с некоторыми текстовыми приложениями для OS/2 1.x.
NT 3.51 поддерживала файловую систему OS/2 — HPFS. Драйвер мог быть также интегрирован путём копирования файлов и ветки реестра из NT 3.51 в следующую версию — NT 4.0

### Обновления
Для NT 3.51 было выпущено пять пакетов обновлений, включающих исправления ошибок и новые функции. Например, пакет обновлений 5 исправил проблемы, связанные с проблемой 2000 года.

## Системные требования
|                                  | Windows NT Workstation   | Windows NT Server        |
| -------------------------------- | ------------------------ | ------------------------ |
| Процессор                        | 386 или 486/25 processor | 386 или 486/25 processor |
| Память                           | 12 MB RAM                | 16 MB RAM                |
| Видеокарта                       | VGA                      | VGA                      |
| Свободное место на жёстком диске | 90 MB                    | 90 MB                    |

Windows NT 3.51 поддерживает жёсткие диски с интерфейсами IDE, EIDE, SCSI и ESDI. Поддерживаются такие схемы адресации EIDE, как LBA, ONTrack Disk Manager, EZDrive и Extended cylinder-head-sector.

## Восприятие и продажи
Windows NT 3.51 получила положительное восприятие благодаря своей стабильности и хорошей поддержке оборудования. Система долгое время эксплуатировалась, так как была последней в линейке NT с поддержкой процессора Intel 80386, файловой системы HPFS и некоторых текстовых приложений OS/2 1.x. 
Продажи Windows NT 3.51 были высокими, так как система предлагала значительные улучшения по сравнению с предыдущей версией NT 3.5, в частности поддержку процессоров PowerPC и карт PCMCIA, что сделало возможным использование системы на ноутбуках.